# Pedro Sodupe Corcuera
Pedro María (Kepa) Sodupe Corcuera (Bilbao, 4 de marzo de 1946) es un economista, catedrático universitario y político del español. 

## Biografía
Estudió Ciencias Económicas y dirección de empresas en la Universidad de Deusto, donde también ha sido profesor de historia económica. Miembro del Partido Nacionalista Vasco (PNV), fue elegido diputado por la circunscripción de Vizcaya al Congreso en las primeras elecciones democráticas en 1977, formando parte del Grupo Vasco-Catalán en la cámara. Después abandonó la actividad política institucional y es catedrático de Relaciones Internacionales en la Universidad del País Vasco.

## Obras
- La visión soviética de la integración europea: el caso de la CEE, 1957-1969 (1987) ISBN 84-7585-106-1
- La estructura de poder del sistema internacional: del final de la Segunda Guerra Mundial a la posguerra fría (2002) ISBN 8424509382
- Poder e interdependencia en un sistema internacional, 1950-1995 (2000) ISBN 9788424508593
- La teoría de las relaciones internacionales a comienzos del siglo XXI (2003) ISBN 84-8373-549-0